# Municipio de Rancho Veloz
Municipio de Rancho Veloz är en kommun i Kuba.   Den ligger i provinsen Provincia de Villa Clara, i den nordvästra delen av landet, 210 km öster om huvudstaden Havanna.